# Раковац (Србац)
Раковац (серб. Раковац) — населенный пункт в общине Србац, который принадлежит энтитету Республике Сербской, Босния и Герцеговина. По результатам югославской переписи населения 1991 года в Раковаце проживало 36 человек.

## Население
Население на 1993 год взято из оценки численности населения, проведенной властями Республики Сербской. Столь резкое его сокращение по сравнению с 1991 годом, скорее всего, связано с началом Боснийской войны. Всё население деревни — сербы.
| 1953                           | 1961 | 1971 | 1981 | 1991 | 1993 | - |
| ------------------------------ | ---- | ---- | ---- | ---- | ---- | - |
| 132                            | 33   | 24   | 29   | 36   | 5    | - |
| Гистограмма динамики населения |      |      |      |      |      |   |